# 마리오 카페키
마리오 레나토 카페키(영어: Mario Renato Capecchi, 1937년 10월 6일 ~ )는 이탈리아 태생의 미국의 유전학자, 생물학자이다. 2007년에 생쥐의 배아줄기세포를 이용한 유전자 적중법을 발견한 공로로 마틴 에번스, 올리버 스미시스와 함께 노벨 생리학·의학상을 수상했다.

## 수상 경력
- 1993년: 가드너 국제상
- 1996년: 교토상
- 1997년: 프랭클린 메달
- 2001년: 앨버트 래스커 기초 의학 연구상
- 2002년: 매스리상
- 2002년: 울프 의학상
- 2007년: 노벨 생리학·의학상